# ميغبيليس كاستيانوس
ميغبيليس لينيت كاستيانوس روميرو (بالإسبانية: Migbelis Lynette Castellanos Romero)‏ هي مذيعة وممثلة وعارضة أزياء وملكة جمال فنزويلية ولدت في يوم 7 يونيو 1995 في مدينة كابيماس في فنزويلا. أختيرت كملكة جمال فنزويلا لسنة 2013 ومثلت فنزويلا في مسابقة ملكة جمال الكون 2014 في ميامي وكانت ضمن العشرة الأوائل.